# Heterachthes castaneus
Heterachthes castaneus är en skalbaggsart som beskrevs av Martins 1970. Heterachthes castaneus ingår i släktet Heterachthes och familjen långhorningar. Inga underarter finns listade i Catalogue of Life.